# Morozovski (Krasnodar)
Morozovski (del ruso: Морозовский) es un jútor del raión de Primorsko-Ajtarsk del krai de Krasnodar en el sur de Rusia. Está situado en la zona central de la orilla oriental del mar de Azov, 12 km al nordeste de Primorsko-Ajtarsk y 136 km al norte de Krasnodar, la capital del krai. Tenía 486 habitantes en 2010.
Pertenece al municipio Borodínkovskoye.

## Lugares de interés
Al norte de Morozovski se extiende la punta de Yásenskaya, que separa el limán del Beisug de las aguas del mar de Azov.